# رقروق ليدومي الأوراق
الرقروق ليدومي الأوراق (باللاتينية: Helianthemum ledifolium) نوع نباتي يتبع جنس الرقروق من الفصيلة القريضية. سمي نسبة إلى جنس الليدوم (باللاتينية: Ledum).

## الموئل والانتشار
النبات واطن في بلاد الشام والجزيرة العربية والعراق وإيران وجنوب القوقاز وتركيا واليونان وفرنسا وإسبانيا.

## مرادفات للاسم العلمي
- Cistus imbricatus Poir.
- Cistus ledifolius L.
- Cistus niloticus L.
- Helianthemum apertum Pomel
- Helianthemum lasiocarpum Desf. ex Spach
- Helianthemum lasiocarpum Jacques & Hérincq
- Helianthemum ledifolium subsp. apertum (Pomel) Raynaud ex Greuter & Burdet
- Helianthemum microcarpum Coss. ex Boiss.
- Helianthemum niloticum (L.) Pers. [Illegitimate]